# GBU-43/B
Bom GBU-43/B (MOAB) có tên thông dụng Mẹ của các loại bom (Mother Of All Bombs) là một loại bom thường có cỡ rất lớn được thiết kế và trang bị cho Quân đội Hoa Kỳ bởi Albert L. Weimorts Jr. Tại thời điểm đưa vào trang bị, nó là loại vũ khí phi hạt nhân mạnh nhất trên thế giới. Bom được thiết kế để thả từ máy bay vận tải C-130.
Sau đó, Nga đã chế tạo và thử nghiệm quả bom có tên Cha của các loại bom ("Father of All Bombs") và công bố nó mạnh hơn gấp 4 lần bom MOAB.

## Lịch sử phát triển
Bom MOAB được nghiên cứu và phát triển theo một dự án công nghệ của Phòng nghiên cứu của Không quân Hoa Kỳ bắt đầu từ năm tài chính 2002, là hậu duệ của BLU-82 "Daisy cutter". Nó đã qua 5 lần thử nghiệm thành công ở một cơ sở không quân Eglin Air Force Base, thuộc Florida vào 11 tháng 3 năm 2003 và những cuộc kiểm tra khác trong giữa tháng 11. Phòng nghiên cứu Không quân Hoa Kỳ nói, đã có một phiên bản khác còn lớn hơn bom MOAB, với khối lượng tổng cộng là 13 tấn.

## Mô tả
MOAB có chiều dài 9,17 m (30 feet), đường kính của bom là 102,9 cm, khối lượng là 21.000 lb. (9,5 tấn), chứa 18.700 lb. (8,4 tấn) các thuốc nổ mạnh. Bán kính nổ phá là 137,61m, tuy nhiên sóng xung kích cực lớn được tạo ra trong không khí có thể có thể san bằng tới 9 khu nhà trong thành phố. Do có khối lượng và kích cỡ cực lớn, nó phải được thả từ các máy bay có khả năng chở siêu nặng, thường là C-130; tuy nhiên, máy bay C-17 cũng có khả năng phù hợp. Bom được dẫn hướng bằng Hệ thống định vị toàn cầu và sử dụng dù để kéo nó ra ngoài khoang chứa, do vậy nó có thể được thả từ độ cao lớn hơn và có độ chính xác lớn hơn so với các bom hạng nặng thế hệ trước như BLU-82. Nó là loại vũ khí đầu tiên của Hoa Kỳ có sử dụng loại cánh đuôi kiểu của Nga (loại cánh đuôi ở hai bên kiểu của Belotserkovski), tương tự như R-400 Oka và Vympel R-77. Nó chỉ nhẹ hơn một chút so với Bom động đất T-12 trong Chiến tranh thế giới thứ hai.
Bom MOAB sử dụng 18.700 pound thuốc nổ H6 nhồi vào thân làm chất nổ. Với sức công phá mạnh hơn 1,35 lần so với TNT, H-6 là một loại thuốc nổ mạnh được sử dụng bởi Quân đội Mỹ. H6 là hỗn hợp của RDX (Hexogen), TNT, và bột nhôm.

## Lịch sử hoạt động
MOAB được thử nghiệm lần đầu tiên với thuốc nổ Tritonal vào ngày 11 tháng 3 năm 2003, trên phạm vi 70 tọa lạc tại căn cứ không quân Eglin ở Florida. Nó được thử nghiệm một lần nữa vào ngày 21 tháng 11 năm 2003.
Vào ngày 13 tháng 4 năm 2017, một quả bom MOAB chở bởi máy bay vận tải Lockheed MC-130, được thả vào một khu hang động phức hợp của ISIS tại tỉnh Nangarhar, Afghanistan. Đây là lần đầu tiên quả bom này được sử dụng trên chiến trường. Theo quận trưởng Achin có ít nhất 90 phiến quân ISIS thiệt mạng. 
Tướng John Nicholson, chỉ huy cao cấp nhất của quân đội Mỹ tại Afghanistan, cho biết: "Kẻ thù đã xây dựng các hầm trú ẩn kiên cố, các đường ngầm và nhiều bãi mìn dày đặc, và vũ khí này được dùng để giảm thiểu những trở ngại để chúng tôi có thể tiếp tục chiến dịch tấn công ở nam Nangarhar," 